# Aragallus montanus
Aragallus montanus là một loài thực vật có hoa trong họ Đậu. Loài này được (L.) Greene mô tả khoa học đầu tiên năm 1897.